# ديكي إيوين
ديكي إيوين (بالإنجليزية: Dickie Ewen)‏ هو لاعب كرة قدم بريطاني، ولد في 1939 في أبردين في المملكة المتحدة، وتوفي بنفس المكان في 9 مارس 2001. شارك مع منتخب اسكتلندا تحت 21 سنة لكرة القدم. أما مع النوادي، فقد لعب مع نادي أبردين.